# Polisportiva S.S. Lazio Rugby 1927 2019-2020

## TOP12 2019-20

### Stagione regolare
| Incontro              | Andata | Ritorno |
| --------------------- | ------ | ------- |
| Mogliano — Lazio      | 38-16  | 21-23   |
| Lazio — Petrarca      | 19-40  | N.D.    |
| Fiamme Oro — Lazio    | 34-22  | N.D.    |
| Lazio — Reggio Emilia | 7-34   | N.D.    |
| Calvisano — Lazio     | 40-10  | N.D.    |
| Lazio — San Donà      | 16-6   | N.D.    |
| Colorno — Lazio       | 25-22  | N.D.    |
| Lazio — Rovigo        | 17-39  | N.D.    |
| I Medicei — Lazio     | 32-0   | N.D.    |
| Lyons — Lazio         | 19-18  | N.D.    |
| Lazio — Viadana       | 23-37  | N.D.    |

#### Risultati della stagione regolare
| Posizione | G  | V | N | P  | PF  | PS  | DP   | B | Pt |
| --------- | -- | - | - | -- | --- | --- | ---- | - | -- |
| 12ª       | 12 | 2 | 0 | 10 | 193 | 365 | -172 | 4 | 12 |

## Coppa Italia 2019-20

### Prima fase
| Incontro           | Andata | Ritorno |
| ------------------ | ------ | ------- |
| Lazio — Fiamme Oro | 21-27  | 15-28   |